# Isaac Halevy
Isaac Halevy (geboren als Isaac Rabinowitz 21. September 1847 in Iwjanez, Russisches Kaiserreich; gestorben 15. Mai 1914 in Hamburg) war ein Judaist und Rabbiner.

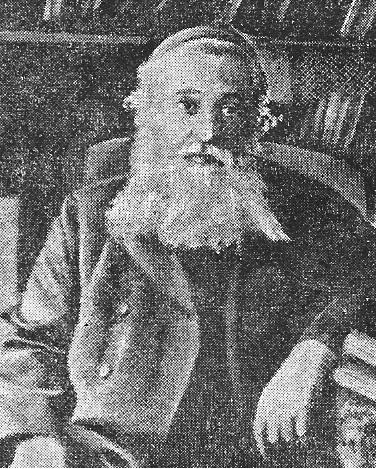
Isaac Halevy

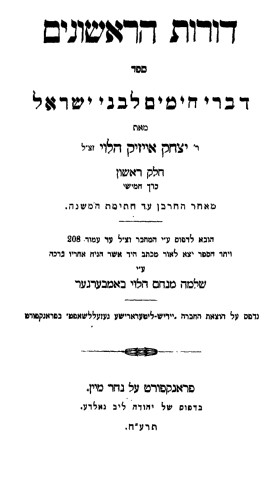
Dorot ha-Rishonim (1918)

## Leben
Isaac Rabinowitz war ein Sohn des Elijahu Rabinowitz und der Rahel. Nachdem sein Vater von einem Polizisten ermordet worden war, wuchs er im Hause seiner Großväter in Ivenitz und Wilna auf. Er besuchte die Jeschiwa von Waloschyn und bildete sich als Autodidakt in Wilna fort. 1865 heiratete Halevy und wurde Teehändler und Privatgelehrter in Wilna. Als sein Geschäft 1895 fallierte, verließ er das zaristische Russland und zog durch Mitteleuropa. Er veröffentlichte in dieser Zeit die ersten zwei Bände seines Hauptwerkes Dorot ha-Rishonim.
In Frankfurt am Main war er 1901 einer der Initiatoren der Jüdisch-Literarischen Gesellschaft. Im Jahr 1902 wurde er Lehrer und Klausrabbiner an der „Lewin Salomon’schen Klaus“ in Hamburg.  Er war 1912 Mitgründer der Agudas-Jisroel-Weltorganisation. Er wurde auf dem Jüdischen Friedhof Langenfelde beerdigt.

## Schriften (Auswahl)
- Dorot ha-Rishonim. 4 Bände. Frankfurt am Main, 1898 bis 1906 (he)
  - Nachdruck in 6 Bänden von Salomon Bamberger. Berlin, 1923 (he)